# Leonardo Valdés Zurita

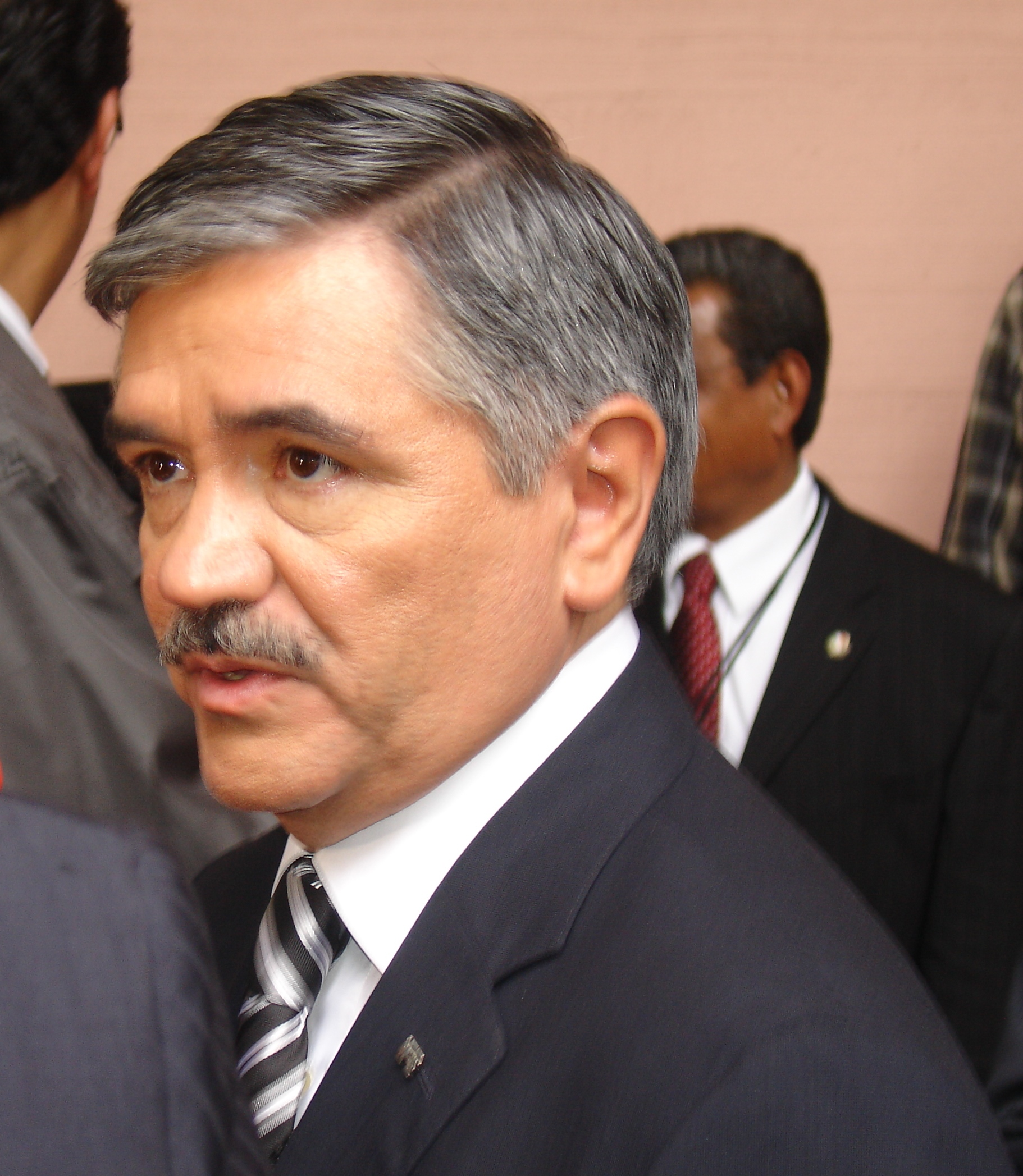
Leonardo Valdés Zurita

Leonardo Valdés Zurita (Mexico-Stad, 19 februari 1953) is een Mexicaans politicoloog. Hij was voorzitter van het Federaal Electoraal Instituut (IFE).
Valdés studeerde economie en sociale wetenschappen aan het College van Mexico en is docent geweest aan verschillende Mexicaanse universiteiten en was in de jaren 80 voor de Verenigde Socialistische Partij van Mexico (PSUM) vertegenwoordiger bij de kiescommissie. In januari 2008 werd hij door de Kamer van Afgevaardigden tot voorzitter van het IFE benoemd.